# Adela de Pfalzel
Santa Adele ou Adela de Pfalzel é a fundadora e o primeira abadessa do mosteiro de Pfalzel, perto de Tréveris, na Renânia (Alemanha). Ela foi canonizada e é festejada no dia 24 de dezembro.

## Família
A sua família é conhecida por seu testamento, escrito no décimo segundo ano do reinado de um rei chamado Teodorico. Ela é a mãe de um Alberico, a irmã de uma Ragentruda, coerdeira de uma Plectruda e tem uma propriedade em Bedelingis. O testamento especifica também que obteve as terras nas quais fez construir o mosteiro resultado de uma troca com Pepino, prefeito do palácio. A primeira dificuldade é identificar o rei Teodorico, que pode ser Teodorico III (673-691), ou Teodorico IV (721-737). A tese clássica escolhe Teodorico IV, que data o testamento em 733 ou 734, mas não há consenso ainda definitivo sobre o assunto.
O seu filho Alberico também é por alguns conhecido como o filho de Odo, e irmão de Gerlinda, que possui uma vinha em Klotten em 699. Em 715, o duque Arnulfo de Champanhe, neto de Pepino de Herstal e Plectruda, tem propriedades no mesmo local, o que implica um parentesco. Gerlinda mais tarde casou-se com Adalberto, duque de Alsácia.
Plectruda, co-herdeira, isto é, irmã,, de Adela é identificada por Plectrude, esposa de Pepino de Herstal, aquela que é conhecida como uma filha de Hugoberto, senescal de Clóvis III. Mesmo que ainda haja incerteza sobre a identidade da esposa de Hugoberto, considera-se que é Irmina · , abadessa de Oeren e fundadora da abadia de Echternach, ou uma das suas irmãs.
Em 704, a religiosa Imina e as suas filhas Átala e Rolanda cedem ao mosteiro de Eternach os bens herdados de seus pais localizados em Bedelinga. A tese clássica identifica Imina como Irmina e Átala como Adela.

## Biografia
Ela casou-se com certo Odão e dá à luz :
- Alberico (?-714/721), pai de São Gregório de Utreque.
- Gerlinda (?-depois de 699), casada com Adalberto, Duque da Alsácia
- Haderico (?-após a 699)

Viúva, ela volta às ordens, funda o mosteiro de Pfalzel e tornou-se a primeira abadessa. Ele também apoia a educação de um de seus netos, que viria a tornar-se são Gregório de Utreque, um dos evangelizadores da Alemanha. Falece a 24 de dezembro de 735, em Pfalzel. 

## Tradições
Uma lenda que aparece durante o século XI fá-la filha do rei Dagoberto I e uma irmã Irmina de Oeren. É cronologicamente possível se considerarmos que o testamento é elaborado sob Teodorico III, e impossível para uma redacção sob Teodorico IV. No entanto, esta tese não é praticamente mais levada em conta nos nossos dias.
A cidade de Santa-Adèla no Canadá é nomeado em sua honra.